# Die Versteckte Kamera
Versteckte Kamera war eine deutsche Fernsehsendung, die von 1995 bis 2003 für das ZDF produziert wurde. Das Format basiert auf ähnlichen älteren Produktionen, wie Vorsicht Kamera oder Verstehen Sie Spaß. Die Sendung startete ursprünglich unter dem Namen Voll erwischt und wurde erstmals am 12. April 1994 ausgestrahlt. Zeitweilig wurde die Sendung aus lizenzrechtlichen Gründen umbenannt. Ab 1997 war die Umbenennung in Versteckte Kamera dauerhaft.
Am 13. Februar 2016 erschien eine neue Version der Sendung unter dem Titel Die versteckte Kamera – Prominent reingelegt!. Es wurden bis 2018 drei Folgen produziert.

## Konzept
In der Sendung wurden Prominente mit einer versteckten Kamera gefilmt, während sie in einer Situation reingelegt wurden.
In der Neuauflage von 2016 mussten die Promis selbst Kollegen und normalen Bürgern Streiche spielen und versuchen, gegen die anderen zu gewinnen. Bewertet und beurteilt wurden sie dabei von einer Jury, die aus Til Schweiger, Heiner Lauterbach und Carolin Kebekus bestand. Der Gewinner wurde jedoch per Telefonabstimmung der Zuschauer ermittelt. 2017 wurde die Jury abgeschafft. Die Folge wurde vorproduziert, sodass am Ende das Publikum im Saal für seinen Lieblingsfilm abstimmte.

## Produktion und Ausstrahlung

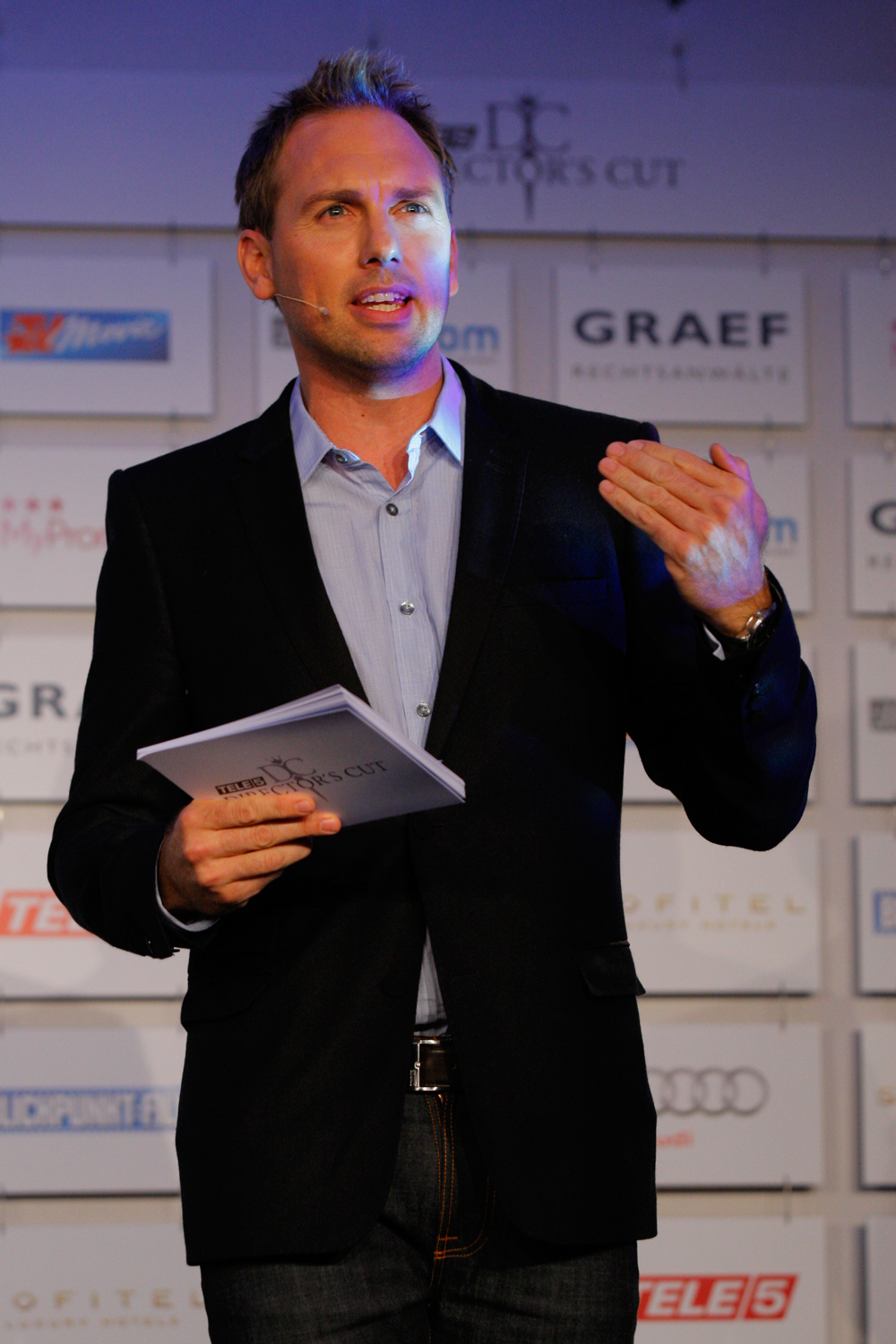
Neuer Moderator Steven Gätjen

Die erste Folge der Sendung wurde am 25. April 1995 im ZDF ausgestrahlt. Moderiert wurde die Sendung anfangs von Fritz Egner und später von Thomas Ohrner. Anfang 2003 wurde das Programm um eine halbe Stunde gekürzt und vom Abendprogramm ins Samstagnachmittagsprogramm verschoben. Nach 9 Staffeln und 107 Ausgaben wurde die Sendung am 1. November 2003 eingestellt. Zudem erschienen noch sechs Special-Folgen und 2008 erschienen sechs weitere „Best of“-Folgen von den vergangenen Jahren.
2016 wurde die Sendung unter dem Titel Die Versteckte Kamera – Prominent reingelegt! neu aufgesetzt. Die erste Folge wurde am 13. Februar 2016 und die zweite am 23. September 2017 im ZDF ausgestrahlt. Diese Sendung wurde von Steven Gätjen moderiert, zuweilen live ausgestrahlt, im Theater am Marientor in Duisburg produziert und hatte eine Laufzeit von ca. drei Stunden. Die dritte Folge wurde am 15. September 2018 ausgestrahlt, danach wurde keine weitere Folge mehr produziert.

## Episodenguide

### Staffel 1
| Folge | Erstausstrahlung |
| ----- | ---------------- |
| 1     | 25. April 1995   |
| 2     | 2. Mai 1995      |
| 3     | 9. Mai 1995      |
| 4     | 16. Mai 1995     |
| 5     | 23. Mai 1995     |
| 6     | 30. Mai 1995     |

### Staffel 2
| Folge | Erstausstrahlung   |
| ----- | ------------------ |
| 7     | 19. September 1995 |
| 8     | 26. September 1995 |
| 9     | 10. Oktober 1995   |
| 10    | 17. Oktober 1995   |
| 11    | 24. Oktober 1995   |
| 12    | 31. Oktober 1995   |

### Staffel 3
| Folge | Erstausstrahlung   |
| ----- | ------------------ |
| 13    | 17. September 1996 |
| 14    | 24. September 1996 |
| 15    | 1. Oktober 1996    |
| 16    | 8. Oktober 1996    |
| 17    | 22. Oktober 1996   |
| 18    | 29. Oktober 1996   |
| 19    | 5. November 1996   |
| 20    | 19. November 1996  |
| 21    | 26. November 1996  |
| 22    | 3. Dezember 1996   |
| 23    | 10. Dezember 1996  |
| 24    | 23. Dezember 1996  |

### Staffel 4
| Folge | Erstausstrahlung   |
| ----- | ------------------ |
| 25    | 20. September 1997 |
| 26    | 27. September 1997 |
| 27    | 4. Oktober 1997    |
| 28    | 18. Oktober 1997   |
| 29    | 25. Oktober 1997   |
| 30    | 8. November 1997   |
| 31    | 29. November 1997  |
| 32    | 6. Dezember 1997   |
| 33    | 13. Dezember 1997  |
| 34    | 29. Dezember 1997  |
| 35    | 29. Dezember 1997  |
| 36    | 31. Dezember 1997  |

### Staffel 5
| Folge | Erstausstrahlung   |
| ----- | ------------------ |
| 37    | 23. September 1998 |
| 38    | 30. September 1998 |
| 39    | 7. Oktober 1998    |
| 40    | 14. Oktober 1998   |
| 41    | 21. Oktober 1998   |
| 42    | 4. November 1998   |
| 43    | 11. November 1998  |
| 44    | 25. November 1998  |
| 45    | 2. Dezember 1998   |
| 46    | 9. Dezember 1998   |
| 47    | 16. Dezember 1998  |
| 48    | 16. Dezember 1998  |

### Staffel 6
| Folge | Erstausstrahlung   |
| ----- | ------------------ |
| 49    | 22. September 1999 |
| 50    | 29. September 1999 |
| 51    | 6. Oktober 1999    |
| 52    | 20. Oktober 1999   |
| 53    | 27. Oktober 1999   |
| 54    | 3. November 1999   |
| 55    | 10. November 1999  |
| 56    | 17. November 1999  |
| 57    | 1. Dezember 1999   |
| 58    | 22. Dezember 1999  |
| 59    | 19. Januar 2000    |
| 60    | 26. Januar 2000    |
| 61    | 9. Februar 2000    |

### Staffel 7
| Folge | Erstausstrahlung  |
| ----- | ----------------- |
| 62    | 11. Oktober 2000  |
| 63    | 18. Oktober 2000  |
| 64    | 25. Oktober 2000  |
| 65    | 1. November 2000  |
| 66    | 8. November 2000  |
| 67    | 15. November 2000 |

### Staffel 8
| Folge | Erstausstrahlung |
| ----- | ---------------- |
| 68    | 12. Juni 2001    |
| 69    | 19. Juni 2001    |
| 70    | 26. Juni 2001    |
| 71    | 3. Juli 2001     |
| 72    | 10. Juli 2001    |
| 73    | 24. Juli 2001    |
| 74    | 31. Juli 2001    |
| 75    | 7. August 2001   |

### Staffel 9
| Folge | Erstausstrahlung   |
| ----- | ------------------ |
| 76    | 4. Januar 2003     |
| 77    | 11. Januar 2003    |
| 78    | 18. Januar 2003    |
| 79    | 1. Februar 2003    |
| 80    | 8. Februar 2003    |
| 81    | 22. Februar 2003   |
| 82    | 8. März 2003       |
| 83    | 22. März 2003      |
| 84    | 5. April 2003      |
| 85    | 19. April 2003     |
| 86    | 26. April 2003     |
| 87    | 3. Mai 2003        |
| 88    | 10. Mai 2003       |
| 89    | 17. Mai 2003       |
| 90    | 24. Mai 2003       |
| 91    | 31. Mai 2003       |
| 92    | 7. Juni 2003       |
| 93    | 14. Juni 2003      |
| 94    | 21. Juni 2003      |
| 95    | 5. Juli 2003       |
| 96    | 26. Juli 2003      |
| 97    | 2. August 2003     |
| 98    | 9. August 2003     |
| 99    | 16. August 2003    |
| 100   | 30. August 2003    |
| 101   | 6. September 2003  |
| 102   | 20. September 2003 |
| 103   | 27. September 2003 |
| 104   | 4. Oktober 2003    |
| 105   | 18. Oktober 2003   |
| 106   | 25. Oktober 2003   |
| 107   | 1. November 2003   |

### Specials
| Folge | Erstausstrahlung  |
| ----- | ----------------- |
| 1     | 14. Januar 1996   |
| 2     | 9. Februar 1997   |
| 3     | 31. Mai 1998      |
| 4     | 31. Dezember 1999 |
| 5     | 31. Dezember 2000 |
| 6     | 31. Dezember 2001 |

### Special: Das Beste aus Versteckte Kamera
| Folge | Erstausstrahlung |
| ----- | ---------------- |
| 1     | 19. Juli 2008    |
| 2     | 26. Juli 2008    |
| 3     | 2. August 2008   |
| 4     | 9. August 2008   |
| 5     | 23. August 2008  |
| 6     | 30. August 2008  |

### Die Versteckte Kamera – Prominent reingelegt!
| Folge | Erstausstrahlung   |
| ----- | ------------------ |
| 1     | 13. Februar 2016   |
| 2     | 23. September 2017 |
| 3     | 15. September 2018 |